# Рудник Корк-Трі-Велл
Рудник Корк-Трі-Велл (Cork Tree Well) – колишній гірничодобувний майданчик на заході Австралії, одна з копалень на рудному полі Ерілстун (Erilstoun).
Золоторудне родовище Корк-Трі-Велл виявили у 1981-му, а з 1985 по 1988 роки його розробку провадила компанія Austwhim Resources NL. Роботи велись відкритим способом за допомогою двох кар’єрів та дозволили вилучити 699 тисяч тонн руди та 1,4 тонни золота. За іншими даними, розробка припала на 1986 – 1988 роки та призвела до вилучення 740 тисяч тонн руди і 1,6 тонни золота. 
Копальня мала власну фабрику з вилучення золота, що використовувала класичну технологію «вугілля-в-пульпі» та діяла до 1994 року (зокрема, відомо, що вона приймала на переробку руду копальні Кінг-оф-Кріейшен).
Станом на середину 2020-х права на родовище належали компанії Brightstar Resources, що оцінювало його залишкові ресурси у 6,4 млн тонн руди та понад 9 тонн золота. В 2024 році Brightstar Resources почала на Корк-Трі-Велл чергову кампанію розвідувального буріння.